# Hoghton
Hoghton is een civil parish in het bestuurlijke gebied Chorley, in het Engelse graafschap Lancashire met 802 inwoners.